# Kontaminace (lingvistika)
Kontaminace (křížení, doslova znečištění, smíšení) je v etymologii a mluvnici název pro jev, kdy dvě slova, slovní vazby nebo morfémy s podobným významem se vzájemně ovlivňují nebo splynou.
Kontaminována druhým slovem může být buď podoba slova (morfému, vazby), nebo jejich význam (kontaminace významu). Kontaminovat se vzájemně mohou nejen dva kořeny slov, ale i například morfémy používané obecněji, například koncovky, kmenotvorné přípony atd., pak jde o morfologickou analogii.
Podobným jevem jako kontaminace je tvorba nových slov nikoliv skládáním kořenů na základě jejich významu, ale skládáním jiných částí slova nesoucích významové asociace.

## Příklady kontaminace

### Hlásková a tvaroslovná kontaminace
- tip a typ
- rozřešení a rozhřešení
- hřbitov z břitov a hrob.
- provaz z původního povraz a vázati [2]

### Kontaminace vazeb
- předložka „mimo“ původně se čtvrtým pádem, pod vlivem předložky „kromě“ se i „mimo“ začala používat s druhým pádem
- spojky „ať“ a „aby“ postupně kolem 14. století významově splynuly; původně „ať“ označovalo bezprostřední účel a „aby“ vzdálený, potenciální
- „vyvarovat se něčemu“ místo „vyvarovat se něčeho“ (kontaminace vazbou „vyhnout se něčemu“)

### Kontaminační tvorba nových slov
- bujarý z bujný a jarý [3]
- krumpáč z der Krumm a kopáč [3]
- workoholismus (work a alkoholismus)
- autobus (automobil a omnibus)
- homofobie (homosexualita a fobie)
- ekoskepticismus (odmítání (rozhodujícího) vlivu člověka na globální oteplování)
- Deen v názvu skotského města Aberdeen je vykládáno jako výsledek kontaminace názvů řek Dee a Don, na jejichž soutoku město leží
- prohiblican (z republican a prohibitionist) [2]
- gumídci (gumoví medvídci)
- myšítko (tlačítko myši)
- Putler (Vladimir Putin a Adolf Hitler)

### Kontaminace tabuizovaných slov
Kontaminace bývá někdy způsobem, jak obejít tabuizaci slov.
- čerchmant (čert a Schwarzmann) [4]
- herdek (hergot a herdyjé, resp. mordyjé) [4]
- father mocker (motherfucker)[5]